# Sebastian Peterson
Sebastian Peterson (* 1967 in Hamburg) ist ein deutscher Filmregisseur und Drehbuchautor.

## Leben
Sebastian Peterson studierte an der Hochschule für Film und Fernsehen „Konrad Wolf“ in Babelsberg. Sein Diplomfilm FAKE! erhielt mehrere Filmpreise, darunter den Max-Ophüls-Preis. Kurz darauf inszenierte Sebastian Peterson den Kinofilm Helden Wie Wir nach dem Roman von Thomas Brussig. Danach arbeitete er vorrangig im Animationsfilm-Bereich. Sein Trickfilm Tagebuch einer perfekten Liebe wurde u. a. mit dem „Goldenen Einhorn“ auf der Alpinale und dem „Grande Premio“ des Festival Internacional do Algarve ausgezeichnet.
2016 kam sein Spielfilm Meier Müller Schmidt in die Kinos. Der Film wurde auf den internationalen Hofer Filmtagen uraufgeführt und für den Förderpreis Neues Deutsches Kino nominiert. Das Recht der Stärkeren, ein Spielfilm über Rechtsextremismus, hat 2022 ebenfalls seine Uraufführung auf den Hofer Filmtagen und war 2023 im Kino zu sehen.

## Filmografie
- 1994: Schlaraffenland
- 1997: FAKE! (Abschlussfilm)
- 1998: Die Liebe der Mannequins
- 1999: Helden Wie Wir (Kino)
- 2003: Rocco, das Krokodil
- 2007: Tagebuch einer perfekten Liebe
- 2013: Schwarzer Freitag
- 2016: Meier Müller Schmidt (Kino)
- 2022: Das Recht der Stärkeren (Kino)